# Louis Brandeis
Louis Dembitz Brandeis, född 13 november 1856 i Louisville, Kentucky, död 5 oktober 1941 i Washington, D.C., var en domare i USA:s högsta domstol åren 1916-1939.
Brandeis, som nominerades till högsta domstolen av president Woodrow Wilson, är bland annat känd för att ha introducerat idén om en rätt till privatliv (engelska: right to privacy) genom en artikel i tidskriften Harvard Law Review år 1890. Denna rätt till privatliv, som enligt Brandeis utgjorde en konsekvens av USA:s konstitution och juridiska tradition, kom senare bl.a. att utgöra grunden för domslutet i det kända rättsfallet Roe v. Wade år 1973.
Han kom även historiskt att uppmärksammas för att han i målet Muller v. Oregon år 1908 använde ett dokument, som senare kom att kallas "the Brandeis Brief", innehållande utlåtanden av expertvittnen verksamma inom andra områden än juridiken för att ge stöd för den part som Brandeis företrädde i målet. Därmed skapade Brandeis en modell för hur mål senare skulle komma att argumenteras inför högsta domstolen.
Brandeis kom att bli den första judiska domaren i USA:s högsta domstol och var aktiv i den sionistiska rörelsen.
Forskningsuniversitetet Brandeis University i närheten av Boston, Massachusetts, grundat 1948, är namngivet efter Louis Brandeis.